# Lånholm, Iniö
Lånholm är en ö i Finland. Den ligger i Skärgårdshavet och i kommunen Pargas i den ekonomiska regionen  Åboland i landskapet Egentliga Finland, i den sydvästra delen av landet. Ön ligger omkring 56 kilometer väster om Åbo och omkring 210 kilometer väster om Helsingfors.
Öns area är 1,06 kvadratkilometer och dess största längd är 1,6 kilometer i öst-västlig riktning. Ön höjer sig omkring 30 meter över havsytan. I omgivningarna runt Lånholm växer i huvudsak barrskog.